# أكونجو (أسطورة)
أكونجو (بالإنجليزية: Akongo)‏ في الأساطير الأفريقية هو الإله الخالق في زائير ووسط أفريقيا، وهو الإله الأعظم الذي شكل العالم وأعطى لكل شيء فيه جوهره وصورته. وفقا للأسطورة، عاش أكونجو Akongo أصلا مع الناس، لكنه غادر لأنهم كانوا يقاتلون باستمرار.